# Neolophonotus hymenotelus
Neolophonotus hymenotelus là một loài ruồi trong họ Asilidae. Neolophonotus hymenotelus được Londt miêu tả năm 1988. Loài này phân bố ở vùng nhiệt đới châu Phi.